# Ýokary Liga (2009)
Ýokary Liga (2009) – 17. edycja najwyższej piłkarskiej klasy rozgrywkowej w Turkmenistanie. W rozgrywkach wzięło udział 9 drużyn, grając systemem kołowym w 2 rundach. Tytułu nie obroniła drużyna Aşgabat FK. Nowym mistrzem Turkmenistanu został zespół HTTU Aşgabat. Tytuł króla strzelców zdobył Berdi Şamyradow, który w barwach klubu HTTU Aşgabat strzelił 18 goli.

## Tabela końcowa
| Lp. | Drużyna                 | M  | Z  | R | P  | Bramki | Bramki | Różn. | Pkt | Uwagi |
| --- | ----------------------- | -- | -- | - | -- | ------ | ------ | ----- | --- | ----- |
| 1   | HTTU Aşgabat (M)        | 16 | 12 | 4 | 0  | 44     | 14     | +30   | 40  |       |
| 2   | Nebitçi Balkanabat      | 16 | 12 | 2 | 2  | 35     | 11     | +24   | 38  |       |
| 3   | Merw Mary               | 16 | 10 | 3 | 3  | 31     | 15     | +16   | 33  |       |
| 4   | Aşgabat FK              | 16 | 9  | 2 | 5  | 24     | 24     | 0     | 29  |       |
| 5   | Altyn Asyr Aszchabad    | 16 | 6  | 2 | 8  | 20     | 23     | −3    | 20  |       |
| 6   | Talyp Sporty Aszchabad  | 16 | 4  | 4 | 8  | 15     | 25     | −10   | 16  |       |
| 7   | Şagadam Turkmenbaszy    | 16 | 4  | 2 | 10 | 17     | 28     | −11   | 14  |       |
| 8   | Turan Daşoguz           | 16 | 3  | 1 | 12 | 17     | 39     | −22   | 10  |       |
| 9   | Bagtyýarlyk Türkmenabat | 16 | 1  | 2 | 13 | 6      | 30     | −24   | 5   |       |

## Najlepsi strzelcy
| Lp | Piłkarz             | Drużyna              | Bramki |
| -- | ------------------- | -------------------- | ------ |
| 1  | Berdi Şamyradow     | HTTU Aşgabat         | 18     |
| 2  | Gurban Muhammedow   | Merw Mary            | 11     |
| 3  | Mämmedaly Garadanow | Nebitçi Balkanabat   | 10     |
| 3  | Didargylyç Urazow   | Altyn Asyr Aszchabad | 10     |